# Bloodsuckers (film)
Pour les articles homonymes, voir Bloodsuckers.
Bloodsuckers est un film américain réalisé par Ulli Lommel, sorti en 1997.

## Synopsis
Une adolescente qui souhaite devenir une vampire fait la rencontre de deux groupes de suceurs de sang représentants le Bien et le Mal. Ces derniers testeront sa détermination à devenir l'une des leurs.

## Fiche technique
- Titre : Bloodsuckers
- Réalisation : Ulli Lommel
- Scénario : Ulli Lommel
- Production : Jeff Frentzen et Ulli Lommel
- Musique : Inconnu
- Photographie : Duane Osterlind et Jürg V. Walther
- Montage : Inconnu
- Décors : Inconnu
- Costumes : Inconnu
- Pays d'origine : États-Unis
- Format : Couleurs - 2,35:1 - Dolby - 35 mm
- Genre : Horreur
- Durée : 85 minutes
- Date de sortie : 1997 (États-Unis)

## Distribution
- Michelle Bonfils : Darling Dead
- Peter Sean : le docteur Ghoul
- Ulli Lommel : Angelo / Santano
- Christopher Rogers : Nuggy
- Samantha Scully : Schnibble
- Stephanie Feury : Virginia
- George Buck Flower : le grand-père
- Catherine Campion : l'étudiant vampire
- Matthias Hues : le reporter
- Christopher Kriesa : le shérif
- Ron Robbins : le père de Nuggy
- Adrian Staton : un vampire
- Rayder Woods : Vlad Dracula

## Autour du film
- Le tournage s'est déroulé à Barstow et Los Angeles, en Californie.
- Bloodsuckers est le dernier volet d'une tétralogie initiée en 1980 avec The Boogeyman, suivi par Boogeyman II en 1983 et Return of the Boogeyman en 1984.
- Le film connu de nombreux titres en vidéo, tel que I Want to Be a Vampire, Nothing Generation, Vampire Club ou Boogeyman Vampire Club 4.